# Белый дятел
Белый дятел (лат. Melanerpes candidus) — птица из семейства дятловых, распространенная в Южной Америке.

## Описание
Величиной с большого пёстрого дятла: длина 24—29 см, масса 98—136 г. Клюв длинный, долотовидный. Окраска заметно отличается от других близких видов, благодаря чему его долгое время выделяли в монотипный род Leuconerpes. Определение обычно не вызывает сложностей. Полоса за глазом, плечи, верхняя часть спины и кроющие чёрные с синеватым металлическим блеском, маховые тёмно-бурые. Рулевые также в основном тёмно-бурые, за исключением белых оснований, которые создают белое поле, расширяющееся в средней части. Остальное оперение, в том числе нижняя часть спины, грудь, брюхо, бока и почти вся голова белые. На затылке самца белые перья с золотистым или охристым налётом. Такой же налёт может присутствовать у обоих полов в нижней половине брюха. Вокруг глаза хорошо заметное на расстоянии широкое кожистое кольцо золотисто-жёлтого цвета. Радужина голубовато-белая либо жёлтая, ноги от оливкового до зеленовато-серого или коричневатые, клюв чёрный.
Этот дятел если практикует барабанную дробь, то очень редко — достоверные сообщения о ней отсутствуют. Недостаток этого способа общения компенсируется обильной вокализацией. Позывные крики, издаваемые в том числе на лету, похожи на крики некоторых крачек. Источники характеризуют их как громкую и резкую трель.

## Ареал и места обитания

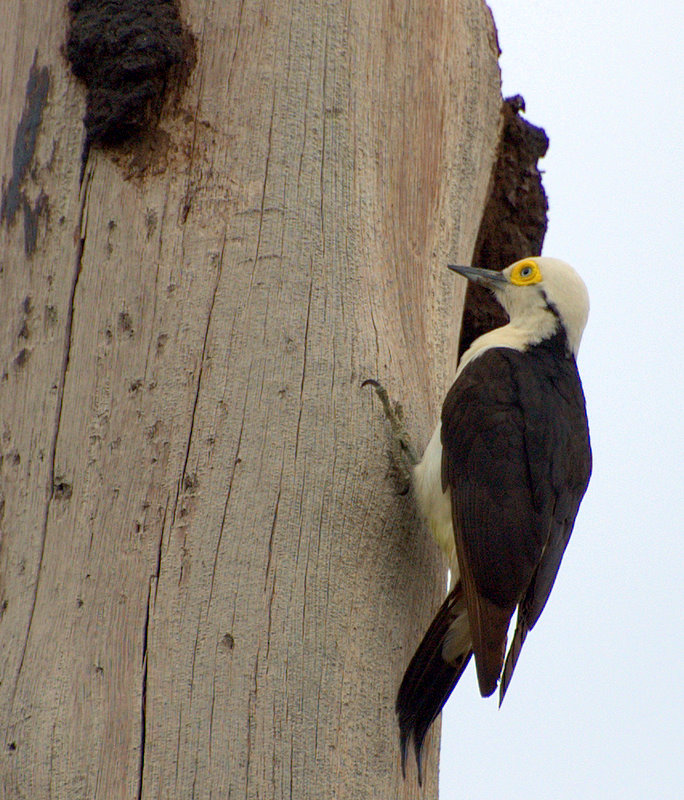

Распространён в Южной Америке от нижнего течения Амазонки к югу до восточной Боливии, Парагвая, западного Уругвая, аргентинских провинций Ла-Риоха и Энтре-Риос (в том числе на значительной части Бразилии). Изолированные участки известны на юго-востоке Перу, в Суринаме и Французской Гвиане. Населяет сухие широколиственные леса, редколесья и разнообразные открытые ландшафты, в том числе окультуренные: саванны, окраины болот, поля, пастбища, пальмовые и апельсиновые рощи, сады и парки. В бразильском экорегионе Каатинга, где находится восточная периферия ареала, селится на фермах и сезонных разливах. Встречается на высоте до примерно 2000 м над уровнем моря.

## Питание
В питании отдаёт предпочтение сочным плодам, в меньшей степени семенам и мёду. Также охотится на диких пчёл и ос, в том числе мелипон Melipona ruficrus. В поисках пищи способен преодолевать значительное расстояние на открытой местности. Обычно кормится группами из 5—8 птиц, иногда смешанными с шилоклювыми дятлами.

## Размножение
Репродуктивная биология изучено слабо. Из наблюдений в неволе известно, что кладка содержит 3 или 4 яйца, период поднятия птенцов на крыло составляет около 36 дней.